# Orlando Peçanha
Orlando Peçanha de Carvalho (Niterói, 20 de septiembre de 1935-Río de Janeiro, 10 de febrero de 2010) conocido simplemente en Argentina como «Orlando» fue un futbolista brasilero que se desempeñaba como defensor central y su primer y último club fue el Club de Regatas Vasco da Gama. 
Fue poseedor de una buena trayectoria tanto en Brasil como en Argentina.
En su etapa como futbolista de Boca Juniors se destacó al convertirse en capitán del equipo y referente de la zaga central. Con el junto «xeneize» conquistó 3 títulos e integró sus líneas durante 5 años. Es considerado un ídolo de la historia del club.
Fue campeón del mundo de la Copa Mundial de Fútbol de 1958 con la Selección de fútbol de Brasil, que tuvo lugar en Suecia. En dicho mundial, integró el «11 ideal», posicionándose así como uno de los mejores defensores del torneo.

## Biografía
Surgido de Vasco da Gama. Debutó en 1955 donde perteneció por 5 años a ese club.
En 1958 ganó la Copa Mundial de Fútbol, jugando para su selección Brasil.
En 1961 pasó a jugar a Boca Juniors, por expreso pedido de Feola, donde se hizo con la capitanía y con la idolatría de la gente por su capacidad de defender y principalmente por gran temperamento. Con el club "Xeneize" obtuvo los campeonatos de 1962, 1964 y 1965. Se convirtió en pieza clave, además de su capacidad defensiva, por cubrir las salidas de Silvio Marzolini.
En 1965 tuvo problemas con el entrenador de ese momento, Néstor Rossi y dejó al club de la ribera. Jugó 119 partidos (105 locales y 14 por Copa Libertadores) y no marcó goles.
En ese mismo año pasó al famoso Santos FC donde jugaba con Pelé. Se mantuvo allí hasta 1969.
En 1970 pasaría al club del debut, Vasco da Gama, donde finalmente se retiraría del fútbol ese mismo año.
El 10 de febrero de 2010 tuvo un ataque al corazón, al que su cuerpo no pudo resistir, y falleció.

## Clubes
| Club          | País      | Año         |
| ------------- | --------- | ----------- |
| Vasco da Gama | Brasil    | 1953 - 1960 |
| Boca Juniors  | Argentina | 1961 - 1965 |
| Santos FC     | Brasil    | 1965 - 1969 |
| Vasco da Gama | Brasil    | 1970        |

## Participaciones en Copas del Mundo
| Mundial                        | Sede   | Resultado |
| ------------------------------ | ------ | --------- |
| Copa Mundial de Fútbol de 1958 | Suecia | Campeón   |

## Palmarés

### Campeonatos estatales
| Título              | Club          | Estado         | Año  |
| ------------------- | ------------- | -------------- | ---- |
| Campeonato Carioca  | Vasco da Gama | Río de Janeiro | 1956 |
| Campeonato Carioca  | Vasco da Gama | Río de Janeiro | 1958 |
| Campeonato Paulista | Santos FC     | São Paulo      | 1965 |
| Campeonato Paulista | Santos FC     | São Paulo      | 1967 |

### Campeonatos nacionales
| Título                        | Club         | País      | Año  |
| ----------------------------- | ------------ | --------- | ---- |
| Primera División de Argentina | Boca Juniors | Argentina | 1962 |
| Primera División de Argentina | Boca Juniors | Argentina | 1964 |
| Primera División de Argentina | Boca Juniors | Argentina | 1965 |
| Campeonato Brasileño          | Santos FC    | Brasil    | 1965 |

### Campeonatos internacionales
| Título                 | Club (*)            | País sede | Año  |
| ---------------------- | ------------------- | --------- | ---- |
| Copa Mundial de Fútbol | Selección de Brasil | Suecia    | 1958 |

(*) Incluyendo la selección.

## Distinciones individuales
| Distinción                                                   | Año  |
| ------------------------------------------------------------ | ---- |
| Integrante del 11 ideal de la Copa Mundial de Fútbol de 1958 | 1958 |